# Lista de governadores da Carolina do Sul
A seguir segue a lista dos governadores da Carolina do Sul:

## Governadores durante o período colonial

### 1670-1719
| Nº | Governador        | Data da posse          | Data da saída          | Notas                                    |
| -- | ----------------- | ---------------------- | ---------------------- | ---------------------------------------- |
| 1  | William Sayle     | 15 de Março de 1670    | 4 de Março de 1671     |                                          |
| 2  | Joseph West       | 4 de Março de 1671     | 19 de Abril de 1672    | 1º mandato, Apoio dos Council            |
| 3  | John Yeamans      | 19 de Abril de 1672    | Agosto de 1674         | Apoio dos Proprietários                  |
|    | Joseph West       | 13 de Agosto de 1674   | Outubro de 1682        | 2º mandato, Apoio dos Council            |
| 4  | Joseph Morton     | Outubro de 1682        | Agosto de1684          | 1º mandato, Apoio dos Proprietários      |
| 5  | Richard Kyrle     | Agosto de 1684         | Agosto de 1684         | Apoio dos Proprietários                  |
|    | Joseph West       | 30 de Agosto de 1684   | 1 de Julho de 1685     | 3º mandato, Apoio dos Council            |
| 6  | Robert Quary      | Julho de 1684          | Outubro de 1685        | Apoio dos Council                        |
|    | Joseph Morton     | Outubro de 1685        | Novembro de 1686       | 2º mandato, Apoio dos Council            |
| 7  | James Colleton    | Novembro de 1686       | 1690                   | Apoio dos Proprietários                  |
| 8  | Seth Sothell      | 1690                   | 1692                   |                                          |
| 9  | Philip Ludwell    | 11 de Abril de 1692    | Maio de 1693           | Apoio dos Proprietários                  |
| 10 | Thomas Smith      | Maio de 1693           | 16 de Novembro de 1694 | Apoio dos Council                        |
| 11 | Joseph Blake      | Novembro de 1694       | 17 de Agosto de 1695   | 1º mandato, Apoio dos Council            |
| 12 | John Archdale     | 17 de Agosto de 1695   | 29 de Outubro de 1696  | Apoio dos Proprietários                  |
|    | Joseph Blake      | 29 de Outubro de 1696  | 7 de Setembro de 1700  | 2º mandato, Apoio do governador Archdale |
| 13 | James Moore       | 11 de Setembro de 1700 | Março de 1703          | Apoio dos Council                        |
| 14 | Nathaniel Johnson | Março de 1703          | 26 de Novembro de 1709 | Apoio dos Proprietários                  |
| 15 | Edward Tynte      | 26 de Novembro de 1709 | 26 de Junho de 1710    | Apoio dos Proprietários                  |
| 16 | Robert Gibbes     | Junho de 1710          | 19 de Março de 1712    | Apoio dos Council                        |
| 17 | Charles Craven    | 19 de Março de 1712    | 23 de Abril de 1716    | Apoio dos Proprietários                  |
| 18 | Robert Daniell    | 25 de Abril de 1716    | 1717                   | Apoio do Governador Craven               |
| 19 | Robert Johnson    | 1717                   | 21 de Dezembro de 1719 |                                          |

### 1719-1776
| Nº | Governador               | Data da posse          | Data da saída          | Notas                                                |
| -- | ------------------------ | ---------------------- | ---------------------- | ---------------------------------------------------- |
| 20 | James Moore II           | 21 de Dezembro de 1719 | 30 de Maio de 1721     | Apoio dos Convention                                 |
| 21 | Francis Nicholson        | 30 de Maio de 1721     | 7 de Maio de 1725      |                                                      |
| 22 | Arthur Middleton         | 7 de Maio de 1725      | Dezembro de 1730       |                                                      |
|    | Robert Johnson           | 15 de Dezembro de 1730 | 3 de Maio de 1735      | 2º mandato                                           |
| 23 | Thomas Broughton         | 3 de Maio de 1735      | 22 de Novembro de 1737 | Assumiu apó a morte do governador Johnson            |
| 24 | William Bull             | 22 de Novembro de 1737 | 17 de Dezembro de 1743 | Assumiu após a morte do governador Broughton         |
|    | Samuel Horsey            |                        |                        |                                                      |
| 25 | James Glen               | 17 de Dezembro de 1743 | 1 de Junho de 1756     |                                                      |
| 26 | William Henry Lyttleton  | 1 de Junho de 1756     | 5 de Abril de 1760     |                                                      |
|    | Thomas Pownal            |                        |                        |                                                      |
| 27 | William Bull II          | 5 de Abril de 1760     | 22 de Dezembro de 1761 | 1º mandato                                           |
| 28 | Thomas Boone             | 22 de Dezembro de 1761 | 14 de Maio de 1764     |                                                      |
|    | William Bull II          | Maio de 1764           | Junho de 1766          | 2nd time, Acting Governor until Montagu arrived      |
| 29 | Charles Greville Montagu | 12 de Junho de 1766    | Maio de 1768           | 1º mandato                                           |
|    | William Bull II          | Maio de 1768           | 30 de Outubro de 1768  | 3º mandato                                           |
|    | Charles Greville Montagu | 30 de Outubro de 1768  | 31 de Julho de 1769    | 2º mandato                                           |
|    | William Bull II          | 31 de Julho de 1769    | 15 de Setembro de 1771 | 4º mandato, Acting Governor during Montagu's absence |
|    | Charles Greville Montagu | 15 de Setembro de 1771 | 6 de Março de 1773     | 3º mandato                                           |
|    | William Bull II          | 6 de Março de 1773     | 18 de Junho de 1775    | 5º mandato, Acting Governor during Montagu's absence |
| 30 | William Campbell         | 18 de Junho de 1775    | 15 de Setembro de 1775 |                                                      |

## Presidentes do Estado durante a constituição de 1776
| Nº | Presidente      | Data da posse       | Data da saída        | Partido     | Notas                                                   |
| -- | --------------- | ------------------- | -------------------- | ----------- | ------------------------------------------------------- |
| 31 | John Rutledge   | 26 de Março de 1776 | 5 de Março de 1778   | sem partido | 1º mandato                                              |
| 32 | Rawlins Lowndes | 6 de Março de 1778  | 9 de Janeiro de 1779 | sem partido | Prisioneiro britânico durante a Guerra de Independência |

## Governadores durante a constituição de 1778
| Nº | Governador       | Data da posse           | Data da saída           | Partido     | Notas      |
| -- | ---------------- | ----------------------- | ----------------------- | ----------- | ---------- |
|    | John Rutledge    | 9 de Janeiro de 1779    | 31 de Janeiro de 1782   | Sem partido | 2º mandato |
| 33 | John Mathews     | 31 de Janeiro de 1782   | 4 de Fevereiro de 1783  | Sem partido |            |
| 34 | Benjamin Guerard | 4 de Fevereiro de 1783  | 11 de Fevereiro de 1785 | Sem partido |            |
| 35 | William Moultrie | 11 de Fevereiro de 1785 | 20 de Fevereiro de 1787 | Sem partido | 1º mandato |
| 36 | Thomas Pinckney  | 20 de Fevereiro de 1787 | 26 de Janeiro de 1789   | Federalista |            |
| 37 | Charles Pinckney | 26 de Janeiro de 1789   | 5 de Dezembro de 1792   | Federalista | 1º mandato |

## Governadores durante a constituição de 1790
| Nº | Governador                | Data da posse          | Data da saída          | Partido               | Notas                    |
| -- | ------------------------- | ---------------------- | ---------------------- | --------------------- | ------------------------ |
|    | William Moultrie          | 5 de Dezembro de 1792  | 17 de Dezembro de 1794 | Federalista           | 2º mandato               |
| 38 | Arnoldus Vanderhorst      | 17 de Dezembro de 1794 | 8 de Dezembro de 1796  | Federalista           |                          |
|    | Charles Pinckney          | 8 de Dezembro de 1796  | 18 de Dezembro de 1798 | Democrata-Republicano | 2º mandato               |
| 39 | Edward Rutledge           | 18 de Dezembro de 1798 | 23 de Janeiro de 1800  | Democrata-Republicano | Morreu durante o mandato |
| 40 | John Drayton              | 23 de Janeiro de 1800  | 8 de Dezembro de 1802  | Democrata-Republicano | 1º mandato               |
| 41 | James Burchill Richardson | 8 de Dezembro de 1802  | 7 de Dezembro de 1804  | Democrata-Republicano |                          |
| 42 | Paul Hamilton             | 7 de Dezembro de 1804  | 9 de Dezembro de 1806  | Democrata-Republicano |                          |
|    | Charles Pinckney          | 9 de Dezembro de 1806  | 10 de Dezembro de 1808 | Democrata-Republicano | 3º mandato               |
|    | John Drayton              | 10 de Dezembro de 1808 | 8 de Dezembro de 1810  | Democrata-Republicano | 2º mandato               |
| 43 | Henry Middleton           | 8 de Dezembro de 1810  | 10 de Dezembro de 1812 | Democrata-Republicano |                          |
| 44 | Joseph Alston             | 10 de Dezembro de 1812 | 10 de Dezembro de 1814 | Democrata-Republicano |                          |
| 45 | David Rogerson Williams   | 10 de Dezembro de 1814 | 5 de Dezembro de 1816  | Democrata-Republicano |                          |
| 46 | Andrew Pickens            | 5 de Dezembro de 1816  | 8 de Dezembro de 1818  | Democrata-Republicano |                          |
| 47 | John Geddes               | 8 de Dezembro de 1818  | 7 de Dezembro de 1820  | Democrata-Republicano |                          |
| 48 | Thomas Bennett, Jr.       | 7 de Dezembro de 1820  | 7 de Dezembro de 1822  | Democrata-Republicano |                          |
| 49 | John Lyde Wilson          | 7 de Dezembro de 1822  | 3 de Dezembro de 1824  | Democrata-Republicano |                          |
| 50 | Richard Irvine Manning I  | 3 de Dezembro de 1824  | 9 de Dezembro de 1826  | Democrata-Republicano |                          |
| 51 | John Taylor               | 9 de Dezembro de 1826  | 10 de Dezembro de 1828 | Democrata-Republicano |                          |
| 52 | Stephen Decatur Miller    | 10 de Dezembro de 1828 | 9 de Dezembro de 1830  | Democrata (Nullifier) |                          |
| 53 | James Hamilton, Jr.       | 9 de Dezembro de 1830  | 10 de Dezembro de 1832 | Democrata (Nullifier) |                          |
| 54 | Robert Young Hayne        | 10 de Dezembro de 1832 | 9 de Dezembro de 1834  | Democrata (Nullifier) |                          |
| 55 | George McDuffie           | 9 de Dezembro de 1834  | 10 de Dezembro de 1836 | Democrata             |                          |
| 56 | Pierce Mason Butler       | 10 de Dezembro de 1836 | 7 de Dezembro de 1838  | Democrata             |                          |
| 57 | Patrick Noble             | 7 de Dezembro de 1838  | 7 de Abril de 1840     | Democrata             | Morreu durante o mandato |
| 58 | Barnabas Kelet Henagan    | 7 de Abril de 1840     | 9 de Dezembro de 1840  | Democrata             | Não eleito               |
| 59 | John Peter Richardson II  | 9 de Dezembro de 1840  | 8 de Dezembro de 1842  | Democrata             |                          |
| 60 | James Henry Hammond       | 8 de Dezembro de 1842  | 7 de Dezembro de 1844  | Democrata             |                          |
| 61 | William Aiken             | 7 de Dezembro de 1844  | 8 de Dezembro de 1846  | Democrata             |                          |
| 62 | David Johnson             | 8 de Dezembro de 1846  | 12 de Dezembro de 1848 | Democrata             |                          |
| 63 | Whitemarsh B. Seabrook    | 12 de Dezembro de 1848 | 13 de Dezembro de 1850 | Democrata             |                          |
| 64 | John Hugh Means           | 13 de Dezembro de 1850 | 9 de Dezembro de 1852  | Democrata             |                          |
| 65 | John Lawrence Manning     | 9 de Dezembro de 1852  | 11 de Dezembro de 1854 | Democrata             |                          |
| 66 | James Hopkins Adams       | 11 de Dezembro de 1854 | 9 de Dezembro de 1856  | Democrata             |                          |
| 67 | Robert F.W. Allston       | 9 de Dezembro de 1856  | 10 de Dezembro de 1858 | Democrata             |                          |
| 68 | William Henry Gist        | 10 de Dezembro de 1858 | 14 de Dezembro de 1860 | Democrata             |                          |
| 69 | Francis Wilkinson Pickens | 14 de Dezembro de 1860 | 17 de Dezembro de 1862 | Democrata             |                          |
| 70 | Milledge Luke Bonham      | 17 de Dezembro de 1862 | 18 de Dezembro de 1864 | Democrata             |                          |
| 71 | Andrew Gordon Magrath     | 18 de Dezembro de 1864 | 25 de Maio de 1865     | Democrata             |                          |
| 72 | Benjamin Franklin Perry   | 30 de Junho de 1865    | 29 de Novembro de 1865 | Democrata             |                          |

## Governadores durante a constituição de 1865
| Nº | Governador         | Data da posse          | Data da saída      | Partido     | Notas |
| -- | ------------------ | ---------------------- | ------------------ | ----------- | ----- |
| 73 | James Lawrence Orr | 29 de Novembro de 1865 | 6 de Julho de 1868 | Sem partido |       |

## Governadores durante a constituição de 1868
| Nº | Governador                | Data da posse           | Data da saída           | Partido     | Notas          |
| -- | ------------------------- | ----------------------- | ----------------------- | ----------- | -------------- |
| 74 | Robert Kingston Scott     | 6 de Julho de 1868      | 7 de Dezembro de 1872   | Republicano |                |
| 75 | Franklin J. Moses, Jr.    | 7 de Dezembro de 1872   | 1 de Dezembro de 1874   | Republicano |                |
| 76 | Daniel Henry Chamberlain  | 1 de Dezembro de 1874   | 14 de Dezembro de 1876  | Republicano |                |
| 77 | Wade Hampton III          | 14 de Dezembro de 1876  | 26 de Fevereiro de 1879 | Democrata   | Pediu demissão |
| 78 | William Dunlap Simpson    | 26 de Fevereiro de 1879 | 1 de Setembro de 1880   | Democrata   | Não eleito     |
| 79 | Thomas Bothwell Jeter     | 1 de Setembro de 1880   | 30 de Novembro de 1880  | Democrata   |                |
| 80 | Johnson Hagood            | 30 de Novembro de 1880  | 1 de Dezembro de 1882   | Democrata   |                |
| 81 | Hugh Smith Thompson       | 1 de Dezembro de 1882   | 10 de Julho de 1886     | Democrata   | Pediu demissão |
| 82 | John Calhoun Sheppard     | 10 de Julho de 1886     | 30 de Novembro de 1886  | Democrata   | Não eleito     |
| 83 | John Peter Richardson III | 30 de Novembro de 1886  | 4 de Dezembro de 1890   | Democrata   |                |
| 84 | Benjamin Ryan Tillman     | 4 de Dezembro de 1890   | 4 de Dezembro de 1894   | Democrata   |                |
| 85 | John Gary Evans           | 4 de Dezembro de 1894   | 18 de Janeiro de 1897   | Democrata   |                |

## Governadores durante a constituição de 1895
| Nº  | Governador                  | Data da posse           | Data da saída           | Partido     | Notas                                |
| --- | --------------------------- | ----------------------- | ----------------------- | ----------- | ------------------------------------ |
| 86  | William Haselden Ellerbe    | 18 de Janeiro de 1897   | 2 de Junho de 1899      | Democrata   | Morreu durante o mandato             |
| 87  | Miles Benjamin McSweeney    | 2 de Junho de 1899      | 20 de Janeiro de 1903   | Democrata   |                                      |
| 88  | Duncan Clinch Heyward       | 20 de Janeiro de 1903   | 15 de Janeiro de 1907   | Democrata   |                                      |
| 89  | Martin Frederick Ansel      | 15 de Janeiro de 1907   | 17 de Janeiro de 1911   | Democrata   |                                      |
| 90  | Coleman Livingston Blease   | 17 de Janeiro de 1911   | 14 de Janeiro de 1915   | Democrata   | Pediu demissão                       |
| 91  | Charles Aurelius Smith      | 14 de Janeiro de 1915   | 19 de Janeiro de 1915   | Democrata   | Não eleito                           |
| 92  | Richard Irvine Manning III  | 19 de Janeiro de 1915   | 21 de Janeiro de 1919   | Democrata   |                                      |
| 93  | Robert Archer Cooper        | 21 de Janeiro de 1919   | 20 de Maio de 1922      | Democrata   | Pediu demissão                       |
| 94  | Wilson Godfrey Harvey       | 20 de Maio de 1922      | 16 de Janeiro de 1923   | Democrata   | Não eleito                           |
| 95  | Thomas Gordon McLeod        | 16 de Janeiro de 1923   | 18 de Janeiro de 1927   | Democrata   |                                      |
| 96  | John Gardiner Richards, Jr. | 18 de Janeiro de 1927   | 20 de Janeiro de 1931   | Democrata   |                                      |
| 97  | Ibra Charles Blackwood      | 20 de Janeiro de 1931   | 15 de Janeiro de 1935   | Democrata   |                                      |
| 98  | Olin D. Johnston            | 15 de Janeiro de 1935   | 17 de Janeiro de 1939   | Democrata   | 1º mandato                           |
| 99  | Burnett R. Maiobank         | 17 de Janeiro de 1939   | 4 de Novembro de 1941   | Democrata   | pediu demissão                       |
| 100 | Joseph Emile Harley         | 4 de Novembro de 1941   | 27 de Fevereiro de 1942 | Democrata   | Não eleito, morreu durante o mandato |
| 101 | Richard Manning Jefferies   | 27 de Fevereiro de 1942 | 19 de Janeiro de 1943   | Democrata   | Não eleito                           |
|     | Olin D. Johnston            | 19 de Janeiro de 1943   | 2 de Janeiro de 1945    | Democrata   | 2º mandato, pediu demissão           |
| 102 | Ransome Judson Williams     | 2 de Janeiro de 1945    | 21 de Janeiro de 1947   | Democrata   | Não eleito                           |
| 103 | Strom Thurmond              | 21 de Janeiro de 1947   | 16 de Janeiro de 1951   | Democrata   |                                      |
| 104 | James Francis Byrnes        | 16 de Janeiro de 1951   | 18 de Janeiro de 1955   | Democrata   |                                      |
| 105 | George Bell Timmerman, Jr.  | 18 de Janeiro de 1955   | 20 de Janeiro de 1959   | Democrata   |                                      |
| 106 | Ernest "Fritz" Hollings     | 20 de Janeiro de 1959   | 15 de Janeiro de 1963   | Democrata   |                                      |
| 107 | Donald Stuart Russell       | 15 de Janeiro de 1963   | 22 de Abril de 1965     | Democrata   | Pediu demissão                       |
| 108 | Robert Evander McNair       | 22 de Abril de 1965     | 19 de Janeiro de 1971   | Democrata   |                                      |
| 109 | John C. West                | 19 de Janeiro de 1971   | 21 de Janeiro de 1975   | Democrata   |                                      |
| 110 | James Burrows Edwards       | 21 de Janeiro de 1975   | 10 de Janeiro de 1979   | Republicano |                                      |
| 111 | Richard Wilson Riley        | 10 de Janeiro de 1979   | 14 de Janeiro de 1987   | Democrata   |                                      |
| 112 | Carroll A. Campbell, Jr.    | 14 de Janeiro de 1987   | 11 de Janeiro de 1995   | Republicano |                                      |
| 113 | David Muldrow Beasley       | 11 de Janeiro de 1995   | 13 de Janeiro de 1999   | Republicano |                                      |
| 114 | James Hovis Hodges          | 13 de Janeiro de 1999   | 15 de Janeiro de 2003   | Democrata   |                                      |
| 115 | Mark Sanford                | 15 de Janeiro de 2003   | 12 de Janeiro de 2011   | Republicano |                                      |
| 116 | Nikki Haley                 | 12 de Janeiro de 2011   | 24 de Janeiro de 2017   | Republicano | Pediu demissão                       |
| 116 | Henry McMaster              | 24 de Janeiro de 2017   | presente                | Republicano | [ 1 ]                                |